# Nabelschnurverdrehung
Die Nabelschnurverdrehung oder Nabelschnurtorsion ist eine seltene Schwangerschaftskomplikation, bei der sich die Nabelschnur um ihre Längsachse verdreht. Dadurch kommt es zur Unterbrechung der Blutgefäßversorgung der Plazenta, weil der Blutfluss in den Nabelarterien und in der Nabelvene unterbrochen wird. Eine vollständige Verdrehung geht nahezu immer mit dem Absterben des Fötus einher (Fruchttod). Begünstigende Faktoren sind eine sehr kurze oder eine sehr lange Nabelschnur sowie eine ungenügende Ausbildung der Wharton-Sulze. In der Tiermedizin kommt die Nabelschnurtorsion vor allem beim Pferd vor, weil bei dieser Spezies die Nabelschnur relativ lang ist.
Ähnliche Phänomene sind die Nabelschnurumschlingung und die Nabelschnurverschlingung, aber auch Nabelschnurkompression, Nabelschnurquetschung und Nabelschnurthrombose.